# Johannes Hansen
Johannes Hansen, född 1903, död 1995, var en dansk formgivare och skulptör. Han var konstnärlig ledare på Knabstrup Keramiske Industri under 50- och 60-talen. Han har bland annat gjort skulpturen Siddende unge mennesker som står vid Søerne i Köpenhamn.